# Zoo de Taipei
Le zoo de Taipei (en chinois : 臺北市立動物園) est un parc zoologique public taïwanais situé dans la capitale, Taipei. Il s'agit du plus célèbre parc zoologique à Taïwan, menant des actions de conservation, de recherche et d'éducation.
Le zoo a été fondé en 1914, quand Taïwan était sous la souveraineté du Japon, dans la montagne Yuanshan (Maruyama) dans la banlieue nord-est de Taipei. En 1986, il a été transféré dans un espace plus vaste (165 ha dont 90 accessibles au public) à Muzha, dans la banlieue sud de Taipei. En 1996, il devient terminus de la première ligne de métro de Taipei (ligne brune). 
Il est l'un des rares zoos hors de Chine à présenter des pandas géants, dont deux (Yuan Zai et Yuan Bao, de parents Tuan Tuan et Yuan Yuan) sont nés dans le zoo, une première pour le pays.

## Accès
Le zoo est accessible par la station Taipei Zoo du métro de Taipei (ligne Marron) (BR01).